# Moos (Baden-Württemberg)
Moos è un comune tedesco di 3 229 abitanti, situato nel land del Baden-Württemberg.